# John Humbley
Pour les articles homonymes, voir John Hambley (homonymie).
John Humbley (Jean Louis Humbley), né le 11 octobre 1945  à Sydney (Australie), est un  linguiste franco-australien, professeur émérite à l'Université de Paris.

## Biographie
Après avoir obtenu le Bachelor of Arts à Sydney en 1966 John Humbley est diplômé en master of arts délivré par l'Université Monash, en 1971.
Il vient alors en France et obtient un poste de lecteur d’anglais à l'université Paris 13 (Sorbonne Paris Nord), puis un poste d'assistant. Il soutient une thèse de troisième cycle en linguistique, en 1974, à l'université Paris 3, Sorbonne-Nouvelle L'influence anglo-saxonne dans la presse française 1959-1969. Sa carrière universitaire le conduit à l'Université de Nancy 2, de 1985 à 1989, où il est maître-assistant, au Centre de terminologie et de néologie, Institut national de la langue française (CNRS), de 1989 à 1992. En 1990 il soutient, à Paris 13, sa thèse sur L'intégration de l'anglicisme contemporain : étude comparative des emprunts lexicaux faits à l'anglais depuis 1945 en français, en allemand et en danois, reflétés dans les dictionnaires, sous la direction de Bernard Quemada.
En 1993, il est professeur à l'université Paris 13 (Sorbonne Paris Nord) puis à Paris 7 (Paris Diderot) où il dirige l'UFR Études Interculturelles de Langues Appliquées (EILA).
En 2007, John Humbley est cofondateur et codirecteur, avec Jean-François Sablayrolles, de la revue Neologica, revue internationale de néologie (Classiques Garnier).
Il publie de nombreux articles dans les Cahiers de lexicologie, les Cahiers de l'Institut de Linguistique de Louvain, les revues Contrastes, Banque des Mots, Terminologies Nouvelles, Langages, Langue française...
En 2018, il est professeur invité à l'Université de Vérone, Italie.

## Publications
- La traduction trilingue : traduire du français, vers l'anglais et l'espagnol (co-auteur Oscar Torres Vera), préfacé par Jean Delisle, Paris, 2011, Éditions Ophrys
- Les anglicismes, entre réalité linguistique et fait culturel (co-auteur Danielle Candel)  Paris, 2017, Éditions Garnier
- Les Radios anglophones et la pratique de l'anglais oral (co-auteur Michel Delecroix), Nancy, 1989, Presses universitaires de Nancy
- La néologie terminologique, préface de Rita Temmerman, Limoges, 2018, Lambert-Lucas
- L'intégration de l'anglicisme contemporain : étude comparative des emprunts lexicaux faits à l'anglais depuis 1945 en français, en allemand et en danois, reflétés dans les dictionnaires, 1990
- L'influence anglo-saxonne dans la presse française (1959-1969), dir. Bernard Quemada, 1974
- Pratique raisonnée de la compréhension accélérée de l'anglais oral (co-auteur Michel Delecroix), Paris, 1987, A. Colin-Longman
- La nature de la métaphore dans une technologie émergente Travaux du CRTT, 2009, in Dury, P. & Maniez, F., La métaphore en langues de spécialité. ⟨hal-01219169⟩
- La réception de l'œuvre d'Eugène Wüster dans les pays de langue française, C.I.E.L. Université Paris 7
- La traduction des noms propres, numéro spécial de Meta, 2006, Volume 51, no 4. p. 619-738 (avec Thierry Grass et Jean-Louis Vaxelaire)
- La terminologie française du commerce électronique, ou comment faire du neuf avec de l’ancien, communication au colloque Terminologie et plurilinguisme dans l’économie internationale, Université catholique de Milan, juin 2009[5]

## Récompenses et distinctions
- 2019 : John Humbley a reçu le prix Émile Benveniste pour son livre La néologie terminologique (2018)[6] et le prix Wüster de terminologie (2006).
- 2021 : Doctorat honorifique en linguistique de l'Université Laval